# Rynki
Rynki – wieś w Polsce położona w województwie podlaskim, w powiecie białostockim, w gminie Suraż.
Wieś królewska w starostwie suraskim w ziemi bielskiej województwa podlaskiego w 1795 roku.
Do 1954 roku miejscowość była siedzibą gminy Zawyki. W latach 1954–1972 wieś należała i była siedzibą władz gromady Rynki. W latach 1975–1998 miejscowość administracyjnie należała do województwa białostockiego.

## Historia
Pierwsza wzmianka źródłowa o Rynkach pochodzi z inwentarza starostwa suraskiego z 1558 roku. W najstarszych źródłach wieś nazywana jest Rymki (Rimki). W 1577 roku mieszkańcy wsi zapłacili podatek z 10 włók tj. ok. 160 ha. W 1607 roku w księgach metrykalnych parafii suraskiej, do której należały Rynki, odnotowano pierwszy chrzest dzieci z tej wsi, a mianowicie bliźniąt Stanisława i Wojciecha. Rynki były jedną z najmniejszych wsi starostwa suraskiego. W 1692 roku mieszkało tu tylko 7 rodzin. Rynki nie posiadały młyna ani karczmy, ta ostatnia pojawiła się we wsi dopiero w II poł. XVIII wieku. Mieszkańcy byli zobowiązani płacić staroście 2 złote i dostarczać dwie beczki owsa rocznie, byli też zobowiązani do prac polowych i różnych posług w dworze w Zawykach. 
Ważnym momentem w dziejach wsi było powstanie w niej parafii. W 1957 roku mieszkańcy Rynek, wraz z wiernymi z sąsiednich Średzińskich i Zimnochów, zorganizowali kaplicę w odkupionych garażach rolniczych. W przystosowanie budynków do celów sakralnych przyszli parafianie włożyli wiele pracy i pieniędzy oraz musieli pokonać utrudnienia ze strony ówczesnych władz. Mimo to, w 1979 roku biskup Edward Kisiel utworzył samodzielny wikariat w Rynkach, a w 1985 roku erygował parafię pw. Najświętszej Marii Panny Częstochowskiej. W latach 1992 – 1995 wzniesiono w Rynkach nowy kościół.Kościół jest siedzibą parafii NMP Częstochowskiej, należącej do dekanatu Białystok - Nowe Miasto, diecezji białostockiej.